# Kessleria caflischiella
Kessleria caflischiella es una especie de polilla del género Kessleria, familia Yponomeutidae.
Fue descrita científicamente por Frey en 1880.